# Trixodes obesus
Trixodes obesus là một loài ruồi trong họ Tachinidae.